# Loud Tour Live at the O2
Loud Tour Live at the O2 è un DVD, video-live di Rihanna pubblicato nel dicembre 2012.

## Tracce
1. Only Girl (In the World) – 4:54
2. Disturbia – 3:57
3. Shut Up and Drive – 4:21
4. Man Down – 4:19
5. S&M – 3:44
6. Skin – 6:14
7. Raining Men – 2:57
8. Hard – 3:18
9. Breaking Dishes – 2:56
10. Unfaithful – 5:31
11. Hate That I Love You – 3:52
12. California King Bed – 5:20
13. What's My Name? – 3:36
14. Rude Boy – 3:51
15. Cheers (Drink to That) – 4:40
16. Don't Stop the Music – 4:15
17. Take a Bow – 6:04
18. Love the Way You Lie – 5:17
19. Umbrella – 4:06
20. We Found Love – 3:54

## Pubblicazione
| País        | Data             | Formato      | Editora discográfica |
| ----------- | ---------------- | ------------ | -------------------- |
| Germania    | 14 dicembre 2012 | DVD          | Universal Music      |
| Portogallo  | 17 dicembre 2012 | DVD          | Universal Music      |
| Canada      | 18 dicembre 2012 | Blu-ray, DVD | Universal Music      |
| Stati Uniti | 18 dicembre 2012 | Blu-ray, DVD | Def Jam              |